# Charles Dingle
Charles Dingle (28 de diciembre de 1887 - 19 de enero de 1956) fue un actor de teatro y cine estadounidense.
Fue conocido por su papel como Ben Hubbard en La loba tanto en la versión teatral como en la cinematográfica  y por su papel como senador en Call Me Madam. Estuvo casado con Dorothy White.

## Filmografía
- Du Barry Did All Right (1937)
- The Little Foxes (1941)
- Johnny Eager (1941)
- George Washington Slept Here (1942)
- The Beast with Five Fingers (1946)
- Duel in the Sun (1946)
- The Romance of Rosy Ridge (1947)
- My Favorite Brunette (1947)
- State of the Union (1948)
- The President's Lady (1953)
- Call Me Madam (1953)